# Víctor Parada
Víctor Parada (Madrid, 4 de abril de 2002) es un futbolista español que juega en la demarcación de lateral izquierdo para el Deportivo Alavés de la Primera División de España.

## Trayectoria
Se formó en las categorías inferiores del Deportivo Alavés, y brevemente en calidad de cedido en el CD San Ignacio y Real Unión Club. El debut oficial con el primer equipo vasco llegó el 6 de diciembre de 2023 en Copa del Rey contra el Terrassa FC. El 12 de enero de 2024 debutó en Primera División contra el Sevilla FC tras sustituir a Carlos Vicente en el minuto 92.

## Clubes
| Club                     | País   | Año       | Partidos | Goles |
| ------------------------ | ------ | --------- | -------- | ----- |
| Deportivo Alavés "B"     | España | 2020-2021 | 4        | 0     |
| CD San Ignacio (cedido)  | España | 2021-2022 | 34       | 2     |
| Real Unión Club (cedido) | España | 2022-2023 | 33       | 0     |
| Deportivo Alavés "B"     | España | 2023-     | 27       | 1     |
| Deportivo Alavés         | España | 2023-     | 4        | 0     |